# Victoria Fareld
Victoria Fareld, född 6 juni 1973, är en idéhistoriker verksam vid Stockholms universitet.
Fareld disputerade vid Göteborgs universitet 2007 på en avhandling angående Charles Taylor och G.W.F. Hegel.
Fareld har skrivit ett trettiotal akademiska artiklar och även engagerat sig gentemot folket, bland annat i Bildningspodden tillsammans med värden Magnus Bremmer och vid offentliga tillställningar. Fareld har även varit med och redigerat en antologi angående Karl Marx och Hegel. Fareld har även fått motta Per Nyströms Vetenskapspris för framstående avhandling och Johan Nordströms och Sten Lindroths pris för framstående vetenskapligt arbete, såväl som Anna Sjöstedts resestipendium.